# بور (صربيا)
بور (Бор) هي مدينة وبلدية في شرق صربيا، وتضم أحد أكبر مناجم النحاس في أوروبا.

## المناخ
يظهر الجدول التالي التغييرات المناخية على مدار السنة لبور:
| البيانات المناخية لـبور           | البيانات المناخية لـبور | البيانات المناخية لـبور | البيانات المناخية لـبور | البيانات المناخية لـبور | البيانات المناخية لـبور | البيانات المناخية لـبور | البيانات المناخية لـبور | البيانات المناخية لـبور | البيانات المناخية لـبور | البيانات المناخية لـبور | البيانات المناخية لـبور | البيانات المناخية لـبور | البيانات المناخية لـبور |
| الشهر                             | يناير                   | فبراير                  | مارس                    | أبريل                   | مايو                    | يونيو                   | يوليو                   | أغسطس                   | سبتمبر                  | أكتوبر                  | نوفمبر                  | ديسمبر                  | المعدل السنوي           |
| --------------------------------- | ----------------------- | ----------------------- | ----------------------- | ----------------------- | ----------------------- | ----------------------- | ----------------------- | ----------------------- | ----------------------- | ----------------------- | ----------------------- | ----------------------- | ----------------------- |
| متوسط درجة الحرارة الكبرى °م (°ف) | 2.0 (35.6)              | 3.8 (38.8)              | 9.6 (49.3)              | 15.2 (59.4)             | 20.2 (68.4)             | 23.4 (74.1)             | 25.9 (78.6)             | 25.9 (78.6)             | 22.2 (72.0)             | 15.7 (60.3)             | 7.9 (46.2)              | 3.2 (37.8)              | 14.6 (58.3)             |
| المتوسط اليومي °م (°ف)            | −1.0 (30.2)             | 0.5 (32.9)              | 5.1 (41.2)              | 10.0 (50.0)             | 14.8 (58.6)             | 17.8 (64.0)             | 19.8 (67.6)             | 19.6 (67.3)             | 16.1 (61.0)             | 10.8 (51.4)             | 4.5 (40.1)              | 0.6 (33.1)              | 9.9 (49.8)              |
| متوسط درجة الحرارة الصغرى °م (°ف) | −4.0 (24.8)             | −2.8 (27.0)             | 0.7 (33.3)              | 4.8 (40.6)              | 9.4 (48.9)              | 12.3 (54.1)             | 13.7 (56.7)             | 13.4 (56.1)             | 10.1 (50.2)             | 5.9 (42.6)              | 1.1 (34.0)              | −1.9 (28.6)             | 5.2 (41.4)              |
| الهطول مم (إنش)                   | 44 (1.7)                | 43 (1.7)                | 45 (1.8)                | 55 (2.2)                | 77 (3.0)                | 85 (3.3)                | 65 (2.6)                | 53 (2.1)                | 48 (1.9)                | 44 (1.7)                | 55 (2.2)                | 56 (2.2)                | 670 (26.4)              |
| المصدر: Climate-Data.org          |                         |                         |                         |                         |                         |                         |                         |                         |                         |                         |                         |                         |                         |

## توأمة
لبور (صربيا) اتفاقيات توأمة مع كل من:
- فراتسا
- خميلنيتسكي

## أعلام
- نيكولا شينوفيتش
- ميلوش كوستادينوفيتش
- تانيا تشيروف